# Bulbophyllum clipeibulbum
Bulbophyllum clipeibulbum là một loài phong lan thuộc chi Bulbophyllum.